# Regio (Zuggattung)

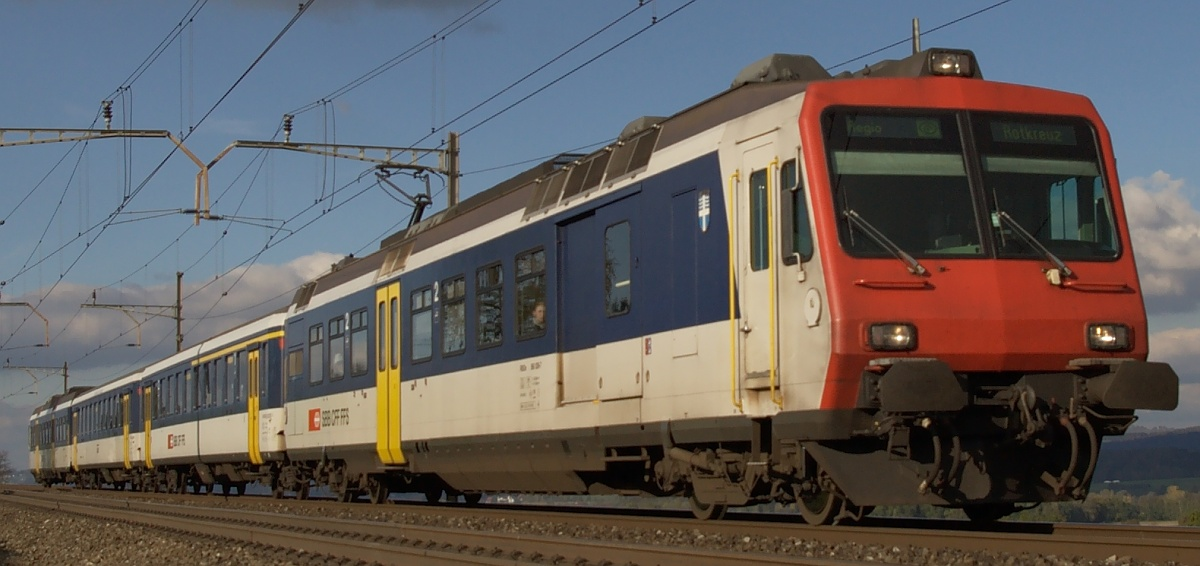
Viele Regios der SBB verkehrten mit NPZ, …

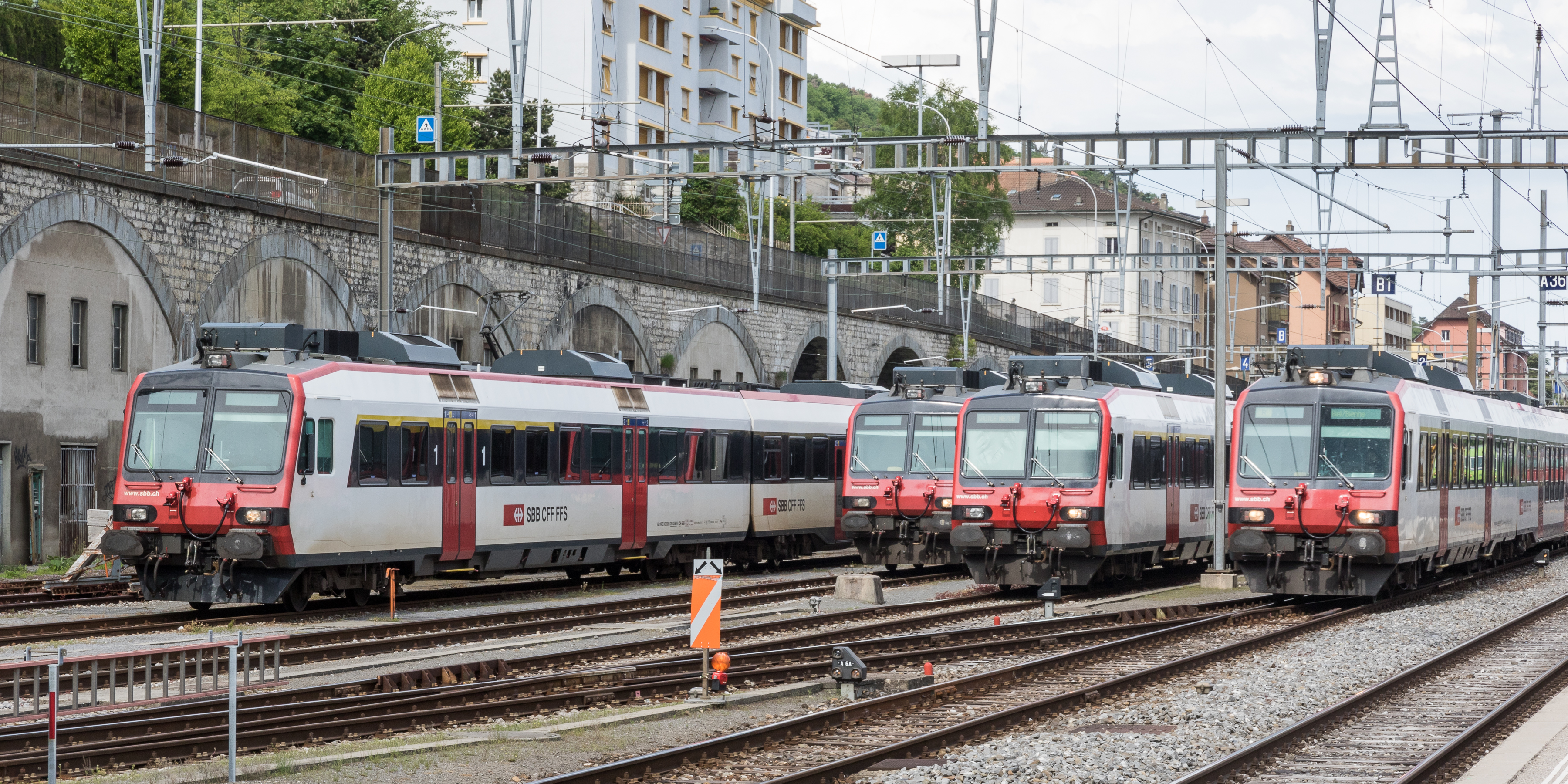
Die inzwischen als modernisierte Dominos verkehren, …

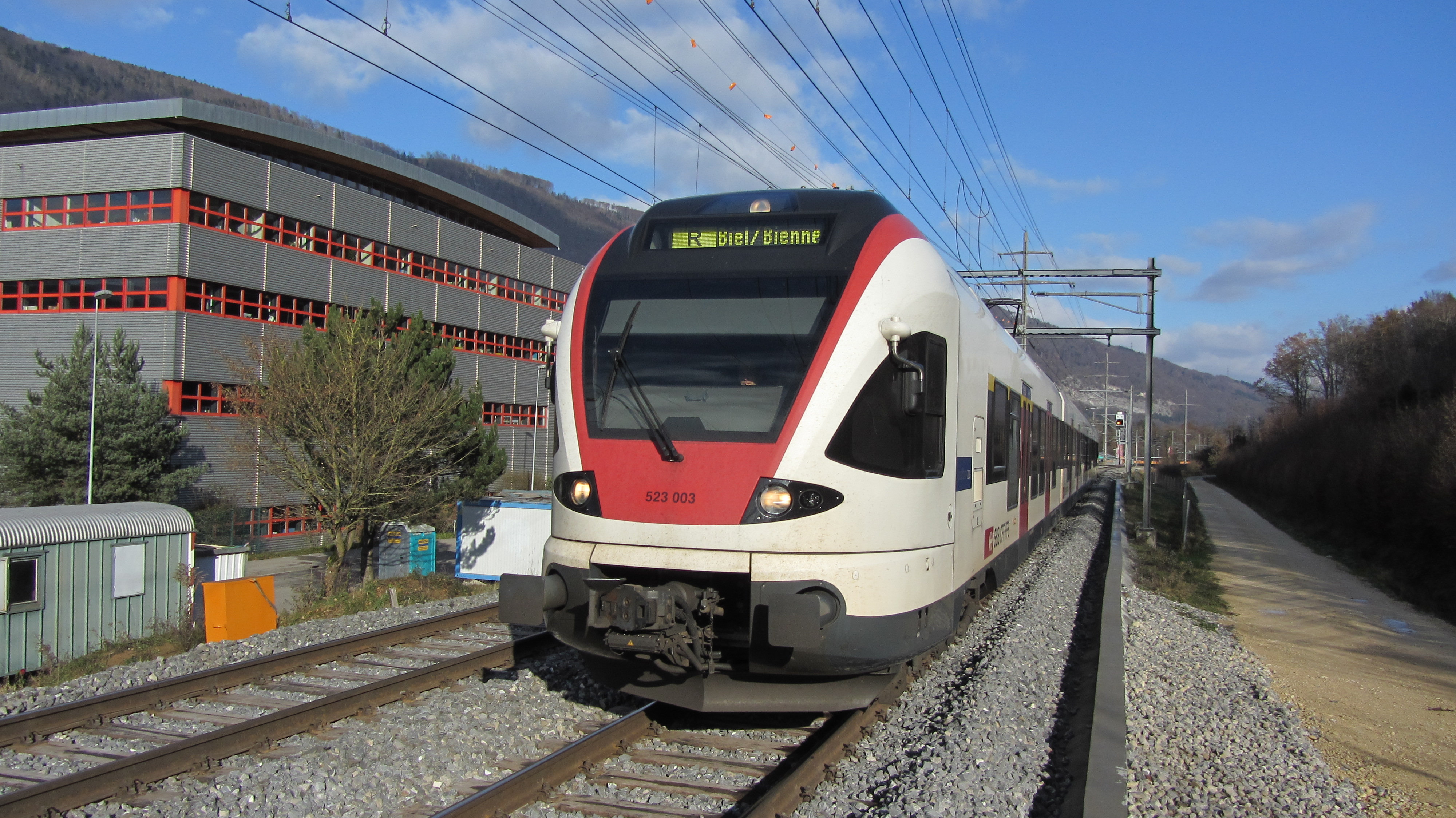
Dazu kommen Stadler Flirts.

Der Regio, bis 2004 Regionalzug (französisch train régional, italienisch treno regionale), ist eine Zuggattung des Regionalverkehrs in der Schweiz.

## Geschichte
Regios halten in der Regel an allen Haltestellen und verkehren dort, wo Linien nicht durch S-Bahnen bedient werden. Daher gibt es abgesehen vom Einsatzort keine einheitliche, definitorisch scharfe Trennung zwischen Regios und S-Bahnen. Bei ähnlichem Bedienungsraster wie die S-Bahnen verkehren sie in der Regel weniger häufig, meist stündlich.
Auf Abfahrtstafeln oder Zugzielanzeigern wird der Regio mit einem schwarzen R auf einem weissen Hintergrund dargestellt (), ähnlich wie bei den S-Bahnen. Das in allen Landessprachen verwendbare Kurzwort Regio wurde mit dem Fahrplanwechsel 2004 eingeführt, davor war der Begriff Regionalzug gebräuchlich. Im Kursbuch erscheint der Buchstabe R nicht, in der Zugspalte wird lediglich die Zugnummer abgedruckt. Auf das Fahrplanjahr 2024 wurden alle Regio-Linien nummeriert, zuvor waren unter anderem bei der MGB, TPC, BOB und Zentralbahn Liniennummern schon im Einsatz.

## Rollmaterial
Bei den SBB verkehren Regios meist als Pendelzüge oder Triebzüge. In den frühen 2000er Jahren wurden die Regios vorwiegend mit Triebwagen des Typs RBe 540 beziehungsweise RBDe 560 zusammen mit renovierten EW I und EW II und zum Triebwagen passenden Steuerwagen betrieben. Während der Einsatz der RBe 540 und der EW I und EW II ohne aussenbündige Türen 2014 endete, werden die RBDe 560 nach Modernisierung mit Niederflur-Zwischenwagen vom Typ NPZ Domino eingesetzt, dazu kamen neuere Triebzüge wie beispielsweise der Stadler Flirt.

## Strecken
In der Schweiz verkehren auf den unten aufgeführten Linien Regios:
- R Martigny – St-Gervais-les Bains-le Fayet (TMR)
- R11 Bern – Spiez – Zweisimmen (BLS)
- R11 Orbe – Chavornay (Travys)
- R12 Spiez – Frutigen (BLS)
- R12 Yverdon-les-Bains – Ste-Croix (Travys)
- R13 Biel/Bienne – Neuchâtel – Yverdon-les-Bains (SBB)
- R15 Neuchâtel Place Pury - Boudry (TransN)
- R15  Pontresina – Samedan – Zernez – Sagliains – Scuol-Tarasp  (RhB)
- R16 Biel/Bienne – Neuchâtel (SBB)
- R16  Chur – Langwies – Litzirüti – Arosa  (RhB)
- R19  St. Moritz – Pontresina – Ospizio Bernina – Poschiavo – Tirano  (RhB)
- R20 La Chaux-de-Fonds – Le Locle (SBB)
- R20 Lausanne – Bercher (LEB)
- R21 Neuchâtel – Buttes (TransN)
- R22 La Chaux-de-Fonds – Les Ponts-de-Martel  (TransN)
- R22 Yverdon-les-Bains – Ste-Croix (Travys)
- R23 Neuchâtel – Corcelles-Peseux (SBB)
- R24 Le Locle – Les Brenets (TransN)
- R30 Montreux – Zweisimmen (MOB)
- R31 La Chaux-de-Fonds – Le Noirmont – Glovelier (CJ)
- R31 Zweisimmen – Lenk im Simmental (MOB)
- R32 Tavannes – Le Noirmont (CJ)
- R32 Gstaad – Zweisimmen – Lenk im Simmental (MOB)
- R34 Montreux – Les Avants
- R35 Vevey – Les Pléiades
- R37 Montreux – Rochers de Naye
- R40 Täsch – Zermatt (MGB)
- R41 Biel/Bienne – La Chaux-de-Fonds (SBB)
- R42 Biel/Bienne – Tavannes – Moutier (SBB)
- R43 Visp – Andermatt (MGB)
- R44 Göschenen – Andermatt (– Realp) (MGB)
- R45 Andermatt – Disentis/Mustér (MGB)
- R46 Dieni – Sedrun (MGB)
- R55 Nyon – Morez (NStCM)
- R56 Apples – L'Isle (BAM)
- R57 Morges – Bière (BAM)
- R61 Interlaken Ost – Grindelwald (BOB)
- R62 Interlaken Ost – Lauterbrunnen (BOB)
- R66 Grütschalp – Mürren (BLM)
- R70 Locarno – Camedo (FART)
- R70 Interlaken Ost – Meiringen (ZB)
- R70 Aigle – Leysin (TPC)
- R71 Meiringen – Innertkirchen (ZB)
- R71 Aigle – Les Diablerets (TPC)
- R72 Aigle – Monthey-Ville – Champéry (TPC)
- R74 Bex - Villars-sur-Ollon – Col-de-Bretaye (TPC)
- R81 Porrentruy – Bonfol (CJ)
- R81 Le Châble – Martigny (RegionAlps)
- R82 Orsières – Sembrancher (RegionAlps)
- R91 St. Gingolph – Monthey – Brig (RegionAlps)

Obwohl die Linien des RER Vaud (R1-R9) grundsätzlich mit R geschrieben werden, gelten diese eher als S-Bahnen und nicht als Regio-Linien.